# Haaienaanval

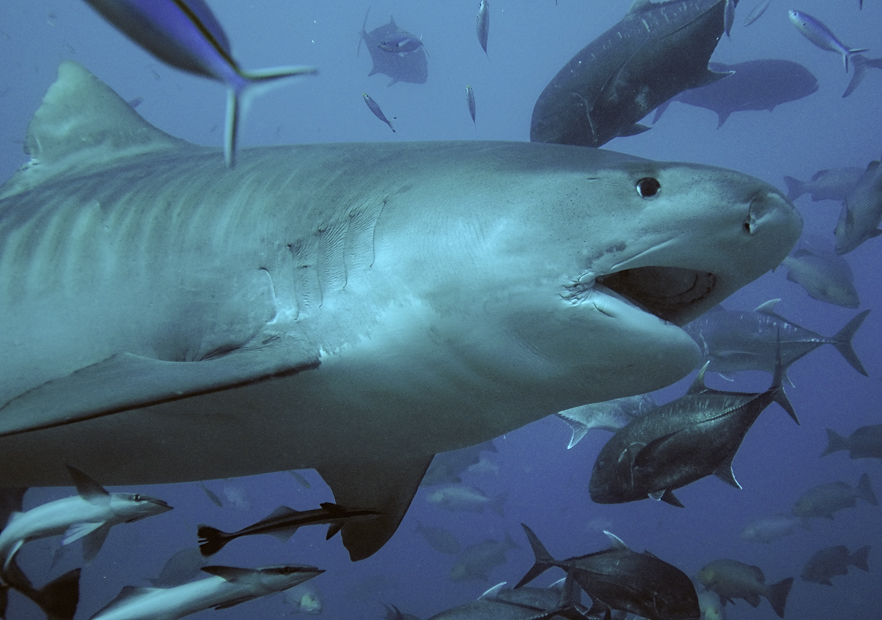
Na de witte haai is de tijgerhaai het vaakst verantwoordelijk voor niet-uitgelokte aanvallen op de mens.

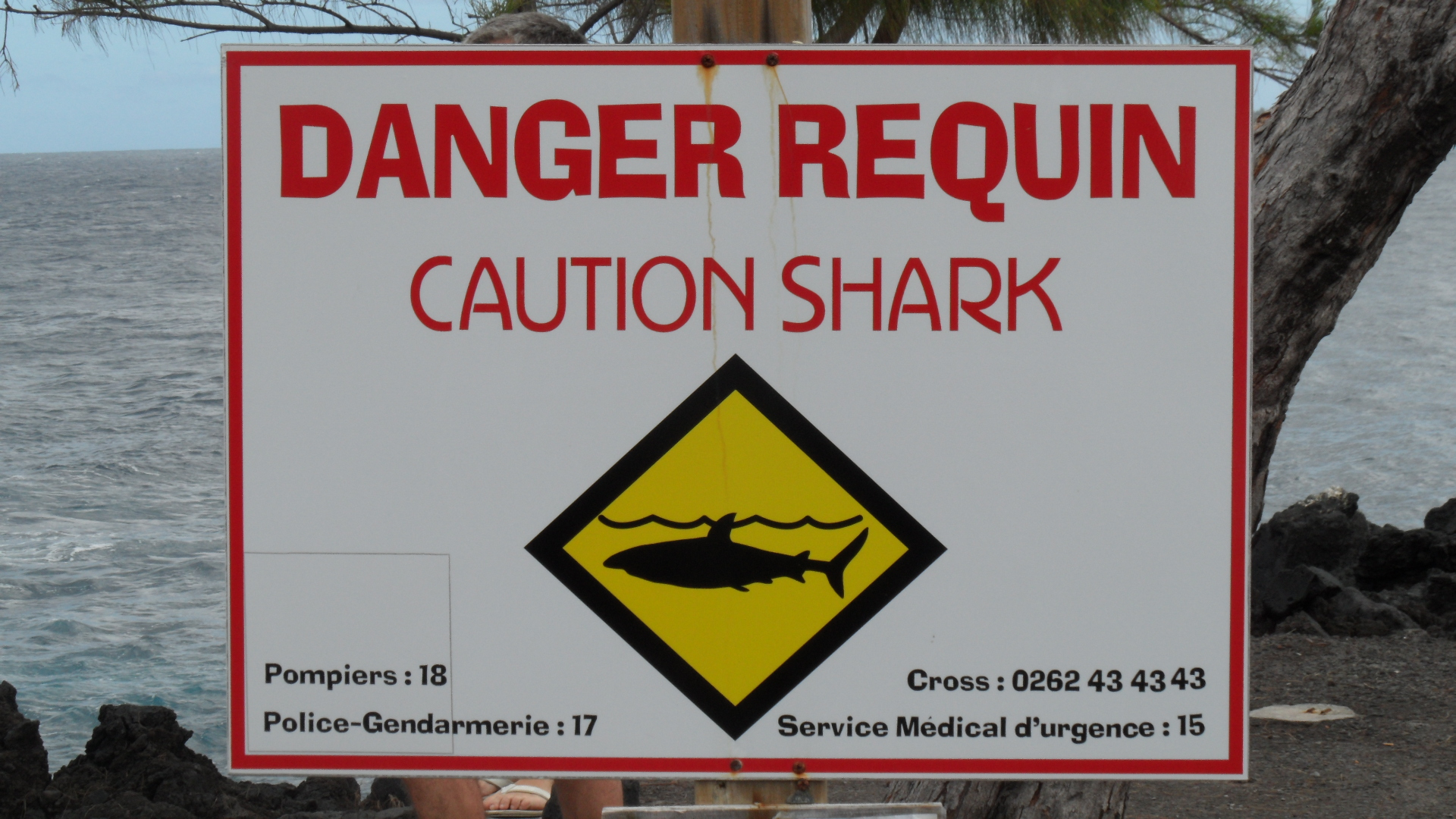
Op het eiland Réunion gebeurden sinds 2011 gemiddeld vier aanvallen van haaien per jaar. Dit had een impact op de plaatselijke toeristische sector.

Een haaienaanval is een aanval van een haai op een mens. Jaarlijks worden er wereldwijd ongeveer honderd aanvallen geregistreerd. Het aantal haaienaanvallen wereldwijd wordt nauwkeurig bijgehouden door het International Shark Attack File (ISAF).
Haaienaanvallen zijn een relatief zeldzaam fenomeen. De mens is namelijk geen natuurlijke prooi voor de haai en men neemt aan dat haaien alleen mensen aanvallen wanneer zij zich bedreigd voelen of indien zij de mens verkeerdelijk aanzien voor een zeehond. De kans dat een mens het leven laat door een haai is dan ook zeer klein. Toch is de angst om door haaien aangevallen te worden bij veel mensen sterk aanwezig door films als Jaws. Volgens veel haaienexperts is de angst voor haaien zwaar overtrokken. Zo hebben baders en zwemmers in zee een veel grotere kans om gedood te worden door een dooskwal, octopus, steenvis, zeeslang of zeekrokodil.
Er zijn meer dan driehonderd haaiensoorten en slechts enkele daarvan kunnen een mens dodelijk verwonden:
- de witte haai of mensenhaai (Carcharodon carcharias)
- de tijgerhaai (Galeocerdo cuvier)
- de stierhaai (Carcharhinus leucas)
- de zandtijgerhaai (Carcharias taurus).

Deze vier haaien zijn goed voor 69% van alle aanvallen door haaien. 
Opmerkelijk is dat de allergrootste haaiensoorten voor de mens volledig ongevaarlijk zijn; de walvishaai (Rhincodon typus, tot 13 meter), de reuzenhaai (Cetorhinus maximus, tot 10 meter) en de reuzenbekhaai (Megachasma pelagios, tot 5 meter). Deze soorten leven van kleine diertjes (plankton) die ze met hun grote bek uit het water filteren.

## Oorzaken van een aanval
Grote haaien zijn absolute apexpredatoren in hun leefmilieu. Bijgevolg hebben ze weinig tot geen angst voor alles wat hun pad kruist. Zoals veel ontwikkelde jagers geven haaien blijk van een grote nieuwsgierigheid wanneer ze objecten tegenkomen die ongewoon zijn in hun territorium. Bij gebrek aan ledematen met gevoelige uiteinden zoals handen of voeten, is de enige manier voor een haai om een object te onderzoeken erin bijten. Zulke beten staan bekend als onderzoekende beten. Over het algemeen zijn de meeste beten van de haai onderzoekend en de haai zal vaak na één beet wegzwemmen.
Een voorbeeld hiervan is het veelvoorkomende fenomeen waarbij haaien surfers aanvallen die met hun plank over het water peddelen. Van onderen gezien lijken zulke surfers veel op zeehonden, vast onderdeel van het menu van de haai. Men neemt daarom aan dat de haai deze surfers aanziet voor zwemmende zeehonden.
Hoewel zulke beten niet bedoeld zijn om te doden, kunnen ze wel ernstige verwondingen veroorzaken bij de mens.
Op enkele uitzonderingen na vallen haaien mensen niet aan om zich te voeden. Meer nog, het menselijk vlees is niet calorierijk genoeg voor haaien, die veel energie nodig hebben om hun gespierde, grote lijf draaiende te houden.
Haaien ondernemen normaal gezien een snelle aanval en trekken zich dan terug om te observeren of het slachtoffer stervende is. Wanneer het aangevallen slachtoffer te uitgeput is om zich nog te verweren, keert de haai terug naar het slachtoffer en voedt het zich ermee. Dit beschermt de haai tegen verwondingen toegebracht door zijn gewonde en agressieve prooidier. Deze tactiek geeft mensen echter ook de kans om na die eerste aanval het water snel te verlaten en zo de aanval te overleven.
Haaien zijn uitgerust met gevoelige, unieke organen, de ampullen van Lorenzini genaamd. Deze organen detecteren elektrische velden in het water die geproduceerd worden door spierbewegingen; een andere theorie is dat haaien een zwemmende mens per abuis aanzien voor een gewonde, spartelende prooi.
Veel ongelukken zijn in het verleden veroorzaakt door sportduikers zonder duikapparatuur die op vissen jagen met harpoenen of speren. De spartelende of meegedragen bloedende vis trekt dan haaien aan. Speervissers worden ook vaak aangevallen, vanwege diezelfde ampullen van Lorenzini. Zij vissen met behulp van een speer, die speer doorboort vis waarop de vis een doodstrijd voert en daarbij spartelt. Die spartelende vis trekt haaien aan, waarop een haaienaanval snel kan plaatsvinden, want de haai vergist zich soms en denkt dat de speervisser de gewonde vis is.
Ook kan het zijn dat een mens het territorium van de haai binnentreedt. Dit gevaar bestaat met name tijdens de schemering, als de haai op zoek is naar voedsel. Over het algemeen zijn haaien niet gevaarlijk als ze niet geprikkeld worden door bijvoorbeeld de geur van bloed. 
Door de opwarming van de aarde worden er meer haaienvallen verwacht, hoewel dat nog niet uit de statistieken van het Florida National Museum of History over het laatste decennium blijkt.

## Statistieken
| Gerapporteerde niet uitgelokte haaienaanvallen, 1580–2023                          | Gerapporteerde niet uitgelokte haaienaanvallen, 1580–2023 | Gerapporteerde niet uitgelokte haaienaanvallen, 1580–2023 | Gerapporteerde niet uitgelokte haaienaanvallen, 1580–2023 |
| Regio                                                                              | Aantal aanvallen                                          | Aantal doden                                              | Datum laatst gedode                                       |
| ---------------------------------------------------------------------------------- | --------------------------------------------------------- | --------------------------------------------------------- | --------------------------------------------------------- |
| Verenigde Staten (exclusief Hawaï)                                                 | 1106                                                      | 37                                                        | 2021                                                      |
| Australië                                                                          | 647                                                       | 261                                                       | 2023                                                      |
| Australië (Alternative source)                                                     | 689                                                       | 201                                                       | 2012                                                      |
| Afrika                                                                             | 347                                                       | 95                                                        | 2023                                                      |
| Azië                                                                               | 129                                                       | 48                                                        | 2000                                                      |
| Pacifische eilanden / Oceanië (exclusief Hawaï)                                    | 129                                                       | 50                                                        | 2023                                                      |
| Zuid-Amerika                                                                       | 117                                                       | 26                                                        | 2018                                                      |
| Hawaï                                                                              | 137                                                       | 11                                                        | 2019                                                      |
| Antillen en de Bahama's                                                            | 71                                                        | 17                                                        | 2022                                                      |
| Midden-Amerika                                                                     | 56                                                        | 27                                                        | 2011                                                      |
| Nieuw-Zeeland                                                                      | 50                                                        | 10                                                        | 2021                                                      |
| Europa                                                                             | 52                                                        | 27                                                        | 1989                                                      |
| Bermuda                                                                            | 3                                                         | 0                                                         | —                                                         |
| Niet gespecificeerd/open oceaan                                                    | 21                                                        | 7                                                         | 1995                                                      |
| Totaal:                                                                            | 2.900                                                     | 633                                                       | 2023                                                      |
| Bronnen: -International Shark Attack File -Australian Shark Attack File —Juli 2012 |                                                           |                                                           |                                                           |

- In Europa zijn er sinds 1847 aanvallen geregistreerd in Italië, Griekenland, Kroatië, Spanje, Frankrijk, het Verenigd Koninkrijk en Malta.[9]
- In de Verenigde Staten is de kans om geraakt te worden door bliksem vijf maal groter dan de kans om aangevallen te worden door een haai.
- 2008 - Volgens het ISAF werden in 2008 59 niet-uitgelokte aanvallen gemeld en op juistheid onderzocht, waarvan vier met dodelijke afloop.[10]
- 2011 - In 2011 werden er 118 aanvallen waargenomen en daarvan hadden zeventien aanvallen de dood van het slachtoffer tot gevolg.[11]

## Preventie

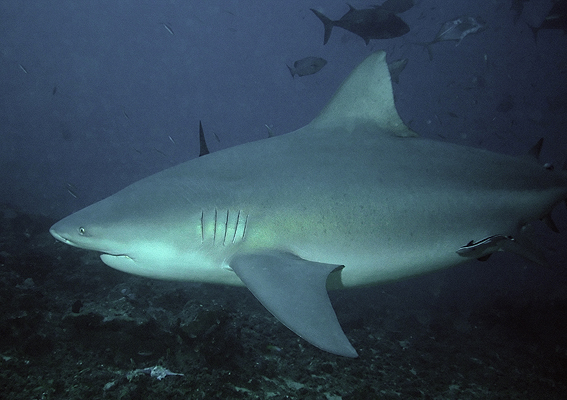
De stierhaai is verantwoordelijk voor het op twee na hoogste aantal niet-uitgelokte aanvallen op mensen. Stierhaaien komen voor in de oceaan en in zoetwaterrivieren en -meren.

Hoewel de kans op een aanval niet volledig kan worden vermeden wanneer men in het water is, kan men voorzorgsmaatregelen nemen om het risico te beperken. Zinvolle maatregelen zijn:
- het water vermijden bij zonsopgang, schemering of nacht, omdat haaien zich dan vaak voeden;
- gebieden vermijden waar haaien zich vaak ophouden, zoals duister water en zandbanken;
- alleen zwemmen vermijden, altijd in de omgeving van andere zwemmers zijn en indien mogelijk het opsplitsen van de groep vermijden;
- zich onthouden van overbodige bewegingen of spetteren met water;
- huisdieren niet in het water laten komen;
- het dragen van blinkende juwelen en fel gekleurde kleding voorkomen, deze objecten kunnen haaien aantrekken;
- het water vermijden wanneer men bloedt uit een open wonde of wanneer men menstrueert;
- gebieden vermijden waar prooidieren van de haai leven, bijvoorbeeld zeehonden;
- gebieden vermijden waar de restanten van vis zijn geloosd in het water, zoals de omgeving van vissersboten die de bijvangst overboord gooien;
- wateren vermijden die besmet zijn met vervuild afvalwater of rioolwater;
- gebieden vermijden die frequent worden gebruikt voor sportrecreatie of waar aan grootschalige commerciële visvangst wordt gedaan.

### Zelfverdediging
Wie in het water een haai opmerkt, dient te allen tijde kalm te blijven, snel naar de kust te zwemmen en daarbij het water zo min mogelijk te laten pletsen. Wanneer dit niet mogelijk is, verdient het aanbeveling zeer rustig te blijven drijven. Bij een aanval is het raadzaam naar de ogen en de kieuwen van de haai, zijn meest gevoelige lichaamsdelen, te klauwen. Is dat niet mogelijk, dan moet men de haai zo hard mogelijk op zijn neus slaan, bij voorkeur met een dood voorwerp zoals een stok. Dit kan de haai tijdelijk verdoven of zelfs de aanval compleet afslaan. Deze tactiek wordt echter steeds minder effectief naarmate de aanval vordert. Wanneer men toch gebeten wordt, moet men zo snel mogelijk het water verlaten. Het bloed dat vrijkomt bij de beet maakt de haai namelijk nog agressiever.